# Chiesa di Santa Maria delle Grazie a Toledo

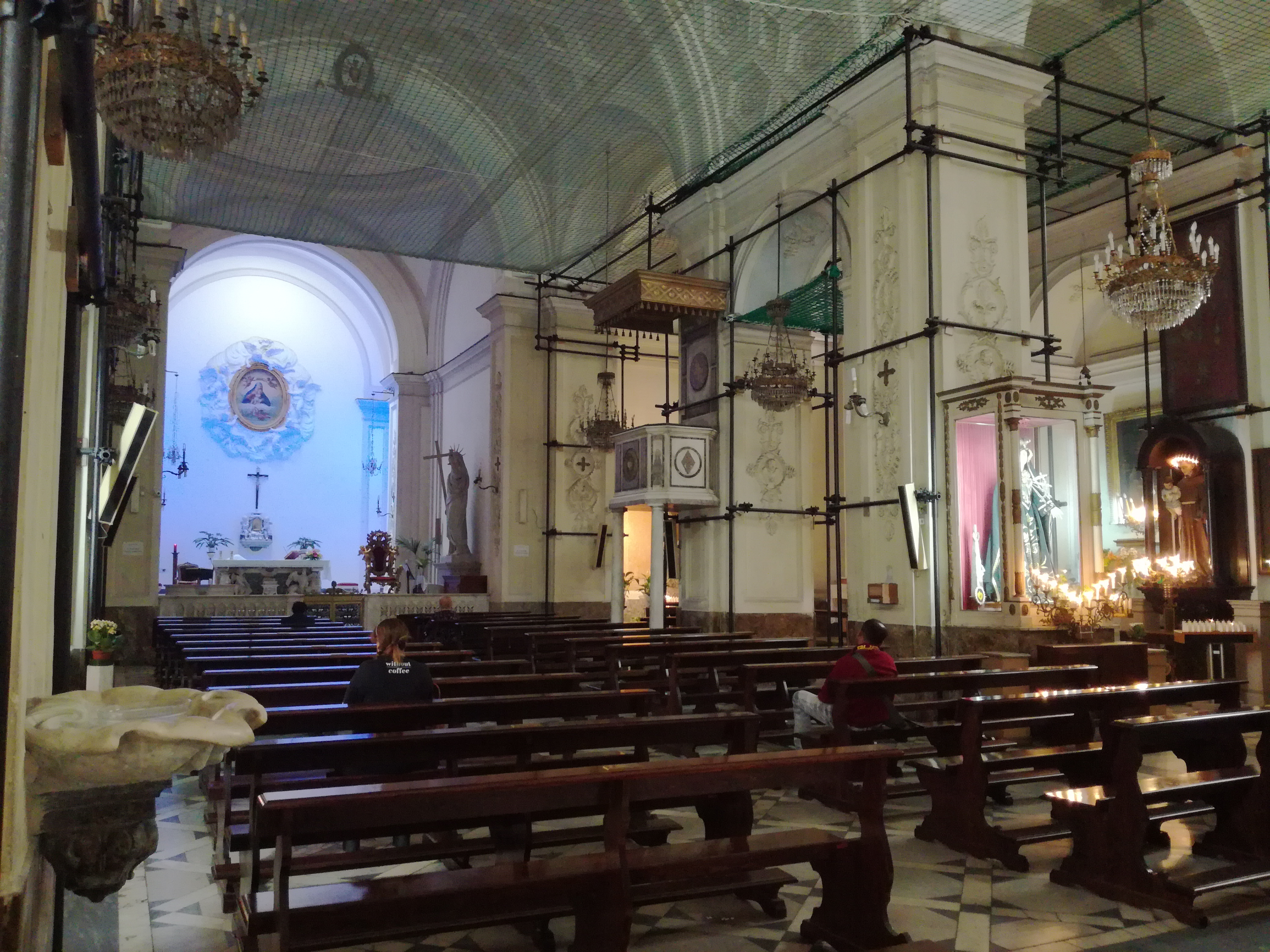
L'interno.

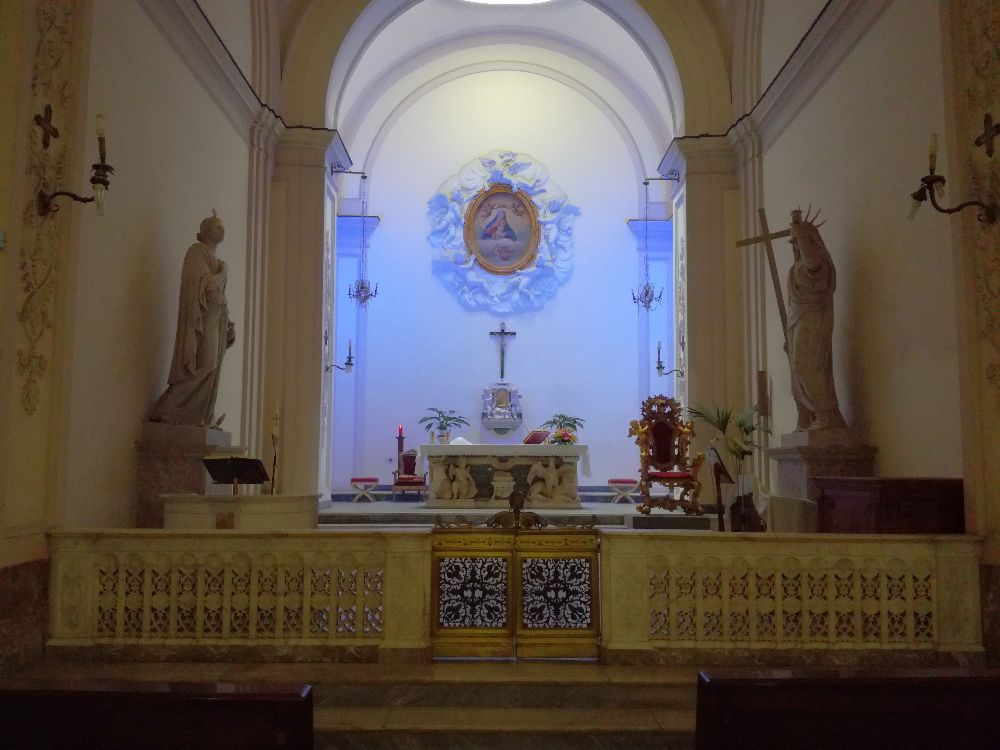
Altare maggiore.

La chiesa di Santa Maria delle Grazie è un luogo di culto di Napoli ubicato nella centralissima via Toledo.

## Storia
Nel 1628 venne eretta, dai Padri Teatini dei Santi Apostoli, una chiesa intitolata a Santa Maria di Loreto. Nel 1721 l'edificio subì un rimaneggiamento.
All'espulsione dei Teatini, nel 1806, la chiesa venne usata come tribunale precario. Successivamente, nel 1835, il rifacimento della chiesa fu promosso da Ferdinando II, che commissionò il progetto all'architetto Carlo Parascandolo. La chiesa fu affidata alla Reale Arciconfraternita di Nostra Signora dei Sette Dolori dei nobili di Santo Spirito di Palazzo, la cui sede di San Luigi era stata abbattuta per far posto alla basilica di San Francesco di Paola. La Confraternita è ancora attiva con una Congrega presso il Cimitero antico di Napoli, dove vengono seppelliti i confratelli e le loro famiglie, in gran parte appartenenti a nobili famiglie napoletane.

## Le opere
Nel 1759 Giuseppe Sanmartino realizzò l'altare maggiore, su disegno di Michelangelo Porzio. Ai suoi lati sono collocate due statue di Tito Angelini, rappresentanti la Fede e la Speranza. I dipinti sugli altari laterali sono di stampo neoclassico: Il San Gennaro in gloria di Tommaso De Vivo (sul quarto a destra), L'Apparizione della Madonna a San Ferdinando di Castiglia di Gennaro Ruo (sul secondo a destra), Il San Gaetano a cui appare la Vergine di Camillo Guerra (sul secondo a sinistra) e L'Angelo Custode di Gennaro Maldarelli (sul quarto a sinistra). Da segnalare anche alcune sculture lignee, come il seicentesco Cristo alla Colonna (sul primo altare a destra), la settecentesca Addolorata (in uno scarabattolo lungo la navata centrale, a destra) e l'ottocentesca Madonna con il Bambino (in uno scarabattolo lungo la navata centrale, a sinistra), e i dipinti collocati nella sacrestia, come l'Immacolata e Santi di ignoto pittore ottocentesco e la Morte di Sant'Andrea Avellino, tela seicentesca che testimonia del passato "teatino" della chiesa.

## La chiesa oggi
La chiesa, al 2023 è in fase di restauro.

I lavori durano oramai da molti anni, ma, dal "Maggio dei Monumenti" del 2009, la stessa è stata riaperta al pubblico (aperta dal lunedi al sabato dalle 10:00 alle 18:30 e la domenica dalle 14:00 alle 18:30) e dal 2019 é riaperta al pubblico anche la sala capitolare, seppur presentando ancora oggi, all'interno e all'esterno, vistose impalcature simboleggianti i lavori in corso.